# Odbor za zdravstvo, delo, družino, socialno politiko in invalide Državnega zbora Republike Slovenije
Odbor za zdravstvo, delo, družino, socialno politiko in invalide je bivši odbor Državnega zbora Republike Slovenije.

## Sestava
3. državni zbor Republike Slovenije
- izvoljen: 21. november 2000
- predsednik: Stanislav Brenčič
- podpredsednik: Cveta Zalokar Oražem, Danica Simšič, Igor Štemberger
- člani: Mario Gasparini, Ljubo Germič, Aleksander Merlo, Majda Širca, Davorin Terčon, Janez Cimperman, France Cukjati, Andrej Vizjak, Silva Črnugelj, Franci Rokavec, Janez Drobnič, Marija Ana Tisovic, Ivan Kebrič, Sonja Areh Lavrič, Peter Levič